# Pronothobranchius
Pronothobranchius es un género de peces actinopeterigios de agua dulce, distribuidos por ríos de África de la vertiente atlántica.

## Especies
Existen cuatro especies reconocidas en este género:
- Pronothobranchius chirioi Valdesalici, 2013
- Pronothobranchius gambiensis (Svensson, 1933)
- Pronothobranchius kiyawensis (Ahl, 1928)
- Pronothobranchius seymouri (Loiselle y Blair, 1971)